# 영광여자중학교
영광여자중학교(榮光女子中學校)는 대한민국 경상북도 영주시 영주동에 있는 사립 중학교이다.

## 학교 연혁
- 1962년 12월 18일 : 영광여자중학교 여자부 6학급 병설 인가
- 1963년 3월 2일 : 초대 박대인 교장 취임
- 1965년 2월 1일 : 제1회 졸업식(31명 졸업)
- 1965년 11월 28일 : 영광여자중학교 설립 인가
- 1976년 3월 1일 : 영광여자 중·고등학교 분리 운영
- 1979년 2월 9일 : 영광여자중학교 24학급 증설 인가
- 2003년 9월 1일 : 학교법인 진성학원 설립자 변경 인가
- 2009년 3월 16일 : 학교법인 명성학원으로 법인명칭 변경
- 2009년 12월 26일 : 경상북도교육청지정 자율학교(교과교실 C형 운영학교) 지정
- 2010년 2월 27일 : 교과교실 3실 교사연구실 1실 증축
- 2012년 4월 2일 : 선진형교과교실제 운영학교 지정
- 2015년 8월 24일 : 경상북도교육청지정 자율학교(선진형 교과교실제)
- 2020년 9월 26일 : 명성학원 제9대 이사장 김창진 목사 취임
- 2022년 1월 12일 : 제58회 졸업(101명, 총 15,974명)
- 2023년 3월 1일 : 제18대 우주영 교장 취임
- 2023년 3월 2일 : 신입생 입학(128명)

## 참고 자료
- 영광여자중학교 - 한국교육학술정보원 학교알리미